# منقذ العلي
منقذ العلي (23 مارس 1962 - 26 مايو 2015)، هو صحفي ومذيع سوري.

## حياته
هو من مواليد حماة السورية في 23 مارس عام 1962، تخرج من جامعة دمشق حيث يحمل بكالوريوس آداب، وكان قد عمل مذيع أخبار في إذاعة وتلفزيون سوريا لعشرة أعوام (1987 - 1997)، وعمل بعدها مذيعاً في القسم الرياضي في قناة الجزيرة من عام 1997 حتى وفاته بمرض السرطان.
آخر ما كتبه الإعلامي منقذ العلي على «فيسبوك» لابنه:
حبيبي وأملي أسامة
رغم ألمي وأنت تعلمه فقد كانت صوَر تخرّجك من مدرسة الشويفات بلسما خفف عني قليلا رغم ما حمله من غصة بغربتنا عنك ياولدي وغيابنا عن حدث انتظرته 12 سنة
(هكذا كتب الله لنا )
قلوبنا كانت معك تلهف لفرحتك تضحك لضحكتك
نرفع يدنا معك من بعيد جدا لنعيد تجهيز عباءة التخرج
وفقك الله يا ولدي وأسعدنا جميعا بِلمِّ شمل تعود فيه الصحة والعافية إلى ديارنا ويعود الأمل (ولم نفقده يوما)
إن الله معنا هو القادر وهو الشافي والمعين فحسبنا الله ونعم الوكيل
من قلبي أبارك لك وأتمنى أن نكون معك في تخرجك من الجامعة
لا تتأخر فكلنا بانتظارك
والدك المحب
منقذ

## وفاته
توفي منقذ العلي فجر الثلاثاء 26 مايو / أيار 2015 بمرض السرطان، وصُلِّي على جثمانه في مسجد دار الهجرة في فرجينيا بالولايات المتحدة، بعدما تقرر أن يدفن في مقبرة سال فارد.